# Качкынчы
Качкынчы (кирг. Качкынчы) — село в Джалал-Абадской области Кыргызстана. Административно подчинено администрации города Джалал-Абад.

## География
Село расположено в юго-восточной части области, на левом берегу реки Кёгарт, на расстоянии приблизительно 6 километров (по прямой) к северу от города Джалал-Абад. Абсолютная высота — 892 метра над уровнем моря.

## Население
Согласно оценочным данным Национального статистического комитета Кыргызской Республики, численность населения села на начало 2023 года составляла 3831 человек.
| год     | 2009 | 2014 | 2015 | 2020 | 2021 | 2023 |
| ------- | ---- | ---- | ---- | ---- | ---- | ---- |
| человек | 3849 | 3790 | 4103 | 4295 | 4468 | 3831 |